# Field Rock
Der Field Rock ist ein Felsvorsprung an der Mawson-Küste des ostantarktischen Mac-Robertson-Lands. Er ragt 800 m südlich von Teyssier Island auf.
Luftaufnahmen und Vermessungen der Australian National Antarctic Research Expeditions aus den Jahren zwischen 1954 und 1962 dienten seiner Kartierung. Das Antarctic Names Committee of Australia benannte ihn nach Ephraim David Field (* 1929), der unter anderem 1957 auf der 2 km weiter westlich befindlichen Mawson-Station als Koch tätig war.